# Nationale ID-kort i EØS
Nationale identitetskort bliver udstedt af medlemslande i EØS, altså EU, samt Island, Liechtenstein og Norge. EØS-borgere kan anvende sit nationale ID-kort som rejsedokument i EØS-landene og Schweiz.
I 2024 er Danmark det eneste EØS-landet som ikke udsteder nationale ID-kort, som er gyldige til rejser i EØS. Statsborgere i Danmark skal bruge pas for at udøve friheden til at frit bevæge sig over grænserne inden EØS. Til Sverige kan danske statsborgere bruge kørekort, ikke legitimationskort. Til EU/EØS uden for Norden er kun pas gyldigt.